# Municipio de Marrowbone
El municipio de Marrowbone (en inglés: Marrowbone Township) es un municipio ubicado en el condado de Moultrie en el estado estadounidense de Illinois. En el año 2010 tenía una población de 1730 habitantes y una densidad poblacional de 16,89 personas por km².

## Geografía
El municipio de Marrowbone se encuentra ubicado en las coordenadas 39°37′49″N 88°45′45″O / 39.63028, -88.76250. Según la Oficina del Censo de los Estados Unidos, el municipio tiene una superficie total de 102.41 km², de la cual 100,96 km² corresponden a tierra firme y (1,42 %) 1,45 km² es agua.

## Demografía
Según el censo de 2010, había 1730 personas residiendo en el municipio de Marrowbone. La densidad de población era de 16,89 hab./km². De los 1730 habitantes, el municipio de Marrowbone estaba compuesto por el 98,5 % blancos, el 0,17 % eran afroamericanos, el 0,06 % eran amerindios, el 0,69 % eran de otras razas y el 0,58 % eran de una mezcla de razas. Del total de la población el 1,73 % eran hispanos o latinos de cualquier raza.